# Natthapol Poontawee
Natthapol Poontawee (thailändisch ณัฐพล พูลทวี, * 23. Juli 1990 in Ubon Ratchathani) ist ein thailändischer Fußballspieler.

## Karriere
Natthapol Poontawee stand bis Ende 2013 beim TOT SC (Telephone Organization of Thailand) unter Vertrag. Wo er vorher gespielt hat, ist unbekannt. Der Verein aus der thailändischen Hauptstadt Bangkok spielte in der ersten Liga des Landes, der Thai Premier League. 2013 kam er zweimal in der ersten Liga zum Einsatz. Seit Anfang 2014 ist er vereins- und vertragslos.